# Прапор Фрисландії (Нідерланди)

Прапор Фрисландії (співвідношення 9:13; де-факто 2:3)

Прапор провінції Фрисландія або фризький прапор (західнофризька: Fryske Flagge; нід. Friese vlag), є офіційним прапором нідерландської провінції Фрисландія. Прапор був офіційно прийнятий виконавчою владою провінції Фрисландія 9 липня 1957 року.
Він складається з чотирьох синіх і трьох білих діагональних смуг; у білих смугах загалом сім червоних листа латаття, які можуть нагадувати серця, але згідно з офіційними інструкціями «не повинні бути у формі серця». Футболки футбольного клубу Геренвен створено за цим прапором.

## Символізм
Сім червоних листка латаття (або pompeblêden, як їх називають західнофризькою) є відсиланням до фризьких «морських країн» у Середньовіччі:  незалежні регіони вздовж узбережжя від Алкмара до Везеру, які об'єдналися проти вікінгів. Ніколи не існувало точно семи окремих регіонів, але число сім, ймовірно, має значення «багато». Однак деякі джерела стверджують, що існувало сім фризьких земель: Західна Фрісландія, Вестергоа, Істергоа, Хунсінго, Фівелінго, Емсінго та Йеверланд.
Pompeblêden використовується в інших споріднених прапорах, таких як прапор Оммеландів у сусідній провінції Гронінген, історично фризькій території, а також для запропонованого панфризького прапора.

## Історія

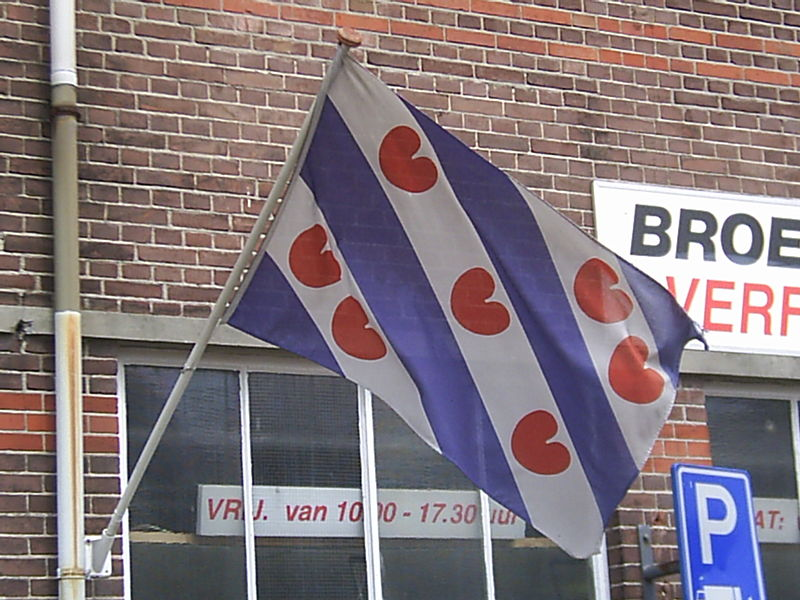
Прапор Фрисландії на флагштоку

У 13 столітті прапор із pompeblêdden описано в середньоверхньонімецькій епічній поемі Кудрун:
Noch ſihe ich hie bî weiben einen vanen breit
von wolkenblâwen ſîden. daȥ ſi iu geſeit:
den bringet uns her Herwîc dâ her von Sêlande.
ſêbleter ſwebent dar inne... 
[Там я бачу піднятий прапор, що широко розкидається;
З небесно-блакитного шовку виткано. Правду не приховаю;
Гервік несе цей прапор, він у житлі Сілендів.
На ньому зображено морське листя... ] 
Близько 1200 скандинавських гербів виявляють багато слідів водяних лілій і сердець, які часто зустрічаються в поєднанні з зображеннями левів.

Книги з геральдики 15-го століття показують, що два герби походять від ранніх: герб із зображенням левів і сім pompeblêdden (водяних лілій), перетворених на фігури, а інший є гербом із сімома тепер відомими ліліями на смугах.

Прапор Оммеландів

Сучасний дизайн був офіційно затверджений у 1897 році та вперше використаний провінційним урядом у 1927 році  .